# Jérôme Vallet
Jérôme Vallet (* 18. Januar 1667 in Paris; † um 1722) war ein französischer Kupferstecher.
Jérôme Vallet war der älteste Sohn des Kupferstechers Guillaume Vallet.  Am 26. August 1702 wurde er Mitglied der Académie royale de peinture et de sculpture und trug den Titel eines „Zeichners und ordentlichen Kupferstechers des Königs“ (französisch Dessinateur et graveur ordinaire du Roi). Er heiratete am 22. September 1705 Marie-Geneviève Picard, eine Tochter des Kupferstechers Pierre Picard, das Paar hatte mehrere Kinder:
Der Sohn Jean-Emmanuel-Jérôme Vallet (* 21. Juni 1722; † 1762 [?]) wurde ebenfalls Kupferstecher und stach vor allem Landkarten.